# Grete von Zieritz
Grete von Zieritz, née le 10 mars 1899 à Vienne et morte le 26 novembre 2001 à Berlin, est une pianiste et compositrice austro-allemande.

## Biographie
Grete von Zieritz est née à Vienne, en Autriche dans une famille noble, et grandit à Vienne, Innsbruck et Graz. Elle reçut ses premières leçons à six ans, et plus tard étudia avec Hugo Kroemer (piano) et Roderick Mojsisovics (composition). Elle donna son premier concert à l'âge de huit ans.
À Berlin, elle continue ses études avec Martin Krause, un élève de Franz Liszt, et Rudolf Maria Breithaupt. Après l'exécution réussie de ses "Japanese Songs" en 1921, elle décide de devenir compositrice. Von Zieritz travailla comme professeur de musique et continua d'étudier à Berlin de 1926 à 1931 avec Franz Schreker. En 1939 elle est la seule femme au festival international de musique de Francfort, parmi des compositeurs de 18 pays. Elle meurt à Berlin en 2001.

## Œuvres
Grete von Zieritz a écrit près de 250 œuvres pour des formations variées. Parmi elles on trouve:
- Japanese Songs pour soprano et piano (1919)
- Prélude et fugue en do mineur pour piano (1924)
- Sonate pour alto et piano, op. 67 (1939)
- Kaleidoskop, Duo pour violon et alto, op. 127 (1969)
- Suite pour alto solo, op. 141 (1976)
- Prélude et fugue pour orgue (1977)
- Concerto pour orgue pour orgue solo (1995)